# Sudanonautes
Sudanonautes ist eine Gattung von terrestrisch lebenden Krabben aus der Familie der Potamonautidae. Die zehn Arten der Gattung finden sich in und an Süßgewässern in West- und Zentralafrika.

## Merkmale
Auf dem anterolateralen Rand zwischen Epibranchialzahn und der Exorbitalzahnecke befindet sich ein Zwischenzahn. Die Postfrontalcrista steht annähernd horizontal heraus und ist vollständig, die lateralen Enden gehen also in die anterolateralen Ränder über.
Die Seitenwand wird von zwei Furchen in drei Teile geteilt. Die Mandibularpalpi sind zweigliedrig, das Schlusssegment besteht aus einem großen ovalen Lappen, bei drei Arten befindet sich an der Verbindungsstelle zwischen den Segmenten ein kleiner, aber deutlich kenntlicher vorderer Fortsatz. Am Exopoditen des dritten Maxillipeds befindet sich eine lange, gefiederte Kiemenbürste. Die dritten und vierten Sternalfurchen sind nur als zwei kurze Kerben an den Seiten des Brustbeins ausgeprägt.
Das Terminalglied des Gonopoden 1 ist sehr lang, mindestens zwei Drittel so lang wie das subterminale Segment. Auf halber Länge biegt es sich nach außen.

## Verbreitungsgebiet
Das Verbreitungsgebiet der Gattung reicht vom südlichen Westafrika (Elfenbeinküste, Ghana, Togo, Benin) bis nach Südwest-Afrika (nördliches Angola), nach Osten strahlt sie aus bis in den südwestlichen Sudan. Die Arten siedeln dort von Regenwäldern über Baum-Savannen bis hin zu Sudan-Savannen, stets an oder in Süßgewässern.

## Systematik
Die Gattung wurde 1955 durch Richard Bott erstbeschrieben und umfasst 18 Arten:

- Sudanonautes africanus (A. Milne-Edwards, 1869)
- Sudanonautes aubryi (H. Milne Edwards, 1853)
- Sudanonautes cameroonensis Mvogo Ndongo, Clark, von Rintelen & Cumberlidge, 2024
- Sudanonautes chavanesii (A. Milne-Edwards, 1886)
- Sudanonautes eyimba Mvogo Ndongo, Clark, von Rintelen & Cumberlidge, 2024
- Sudanonautes faradjensis (Rathbun, 1921)
- Sudanonautes floweri (De Man, 1901)
- Sudanonautes granulatus (Balss, 1929)
- Sudanonautes kagoroensis Cumberlidge, 1991
- Sudanonautes koudougou Cumberlidge, Mvogo Ndongo & Clark, 2021
- Sudanonautes monodi (Balss, 1929)
- Sudanonautes ngaoundere Mvogo Ndongo, Clark, von Rintelen & Cumberlidge, 2024
- Sudanonautes nigeria Cumberlidge, 1999
- Sudanonautes nkam Mvogo Ndongo, Clark, von Rintelen & Cumberlidge, 2024
- Sudanonautes orthostylis Bott, 1955
- Sudanonautes sangha Cumberlidge & Boyko, 2000
- Sudanonautes tiko Mvogo Ndongo, Schubart & Cumberlidge in Mvogo Ndongo, Schubart, von Rintelen, Tamesse & Cumberlidge, 2017
- Sudanonautes umaji Cumberlidge, Mvogo Ndongo & Clark, 2021

## Nachweise
1. 1 2 3 4 5  Neil Cumberlidge: The Freshwater Crabs of West Africa: Family Potamonautidae, 1999, ISBN 2-7099-1433-6, S. 172–176
2. ↑  DecaNet (Hrsg.): Sudanonautes Bott, 1955. In: World Register of Marine Species, abgerufen am 4. Juni 2025.